# Jarosław Olech
Jarosław Olech (ur. 6 stycznia 1974 roku w Pawłowie koło Starachowic) – sportowiec trenujący trójbój siłowy.
Na początku swojej kariery zawodniczej trenował w Starachowicach. Przez kilka lat reprezentował barwy Tęczy Społem Kielce, w której osiągnął największe sukcesy. Od 2011 r. ponownie jest zawodnikiem klubu Wiking w Starachowicach. Jest obecnie 17-krotnym mistrzem świata i Europy, czternaście razy z rzędu stawał na najwyższym miejscu podium w mistrzostwach świata w trójboju siłowym. Jest także właścicielem kilku rekordów świata.
W austriackim Sölden w 2007 roku sięgnął po szósty tytuł mistrza świata. Startując w kategorii wagowej do 75 kg osiągnął rekord życiowy 860 kg (co jest również nowym rekordem świata) – 350 kg w przysiadzie, 200 kg w wyciskaniu sztangi leżąc i 310 kg w martwym ciągu.
Ogromnym sukcesem było zdobycie 10. tytułu mistrza świata seniorów w kategorii 74 kg w listopadzie 2011 w Pilźnie. Ustanowił trzy rekordy świata: w przysiadzie – 365,5 kg, w martwym ciągu – 320 kg oraz w wyniku ogólnym – 903 kg. Dodatkowo pobił rekord Polski w wyciskaniu – 217,5 kg. Uzyskał również 657 pkt. według przelicznika Wilksa (przelicznik wagi ciała do podniesionego ciężaru) co dało mu tytuł najsilniejszego człowieka na świecie wszechwag (open).
Rok później, na mistrzostwach świata w Puerto Rico, wydawało się, że seria złotych medali dobiegła końca. Występ w kategorii do 74 kg nie był zbyt udany - wszystkie trzecie podejścia nie zaliczone - podczas gdy Rostislav Petkov je zaliczył i wyprzedził Polaka w wyniku ogólnym o 16 kg. Jednak kilka tygodni po zawodach wyniki testów antydopingowych spowodowały dyskwalifikację Bułgara i w ten sposób Olech mógł świętować jedenasty tytuł z rzędu.
Dwunasty tytuł z rzędu już nie był tak dramatycznie zdobyty. 5 listopada 2013 roku w Norwegii, Olech nie dał najmniejszych szans rywalom. Pobił rekord świata w przysiadzie (367.5 kg) i wyniku ogólnym (905 kg), wyprzedzając następnego zawodnika o 90 kg. Uzyskał ponad 655 pkt. według przelicznika Wilksa.
W 2014 roku, podczas odbywających się w Aurorze otwartych mistrzostw świata w trójboju siłowym, Olech po raz trzynasty z rzędu sięgnął po tytuł mistrza świata w kategorii do 74 kg.
W 2017 roku, po raz trzeci, wygrał rywalizację w kategorii średniej trójboju siłowego na  igrzyskach sportów nieolimpijskich - World Games 2017 rozgrywanych we Wrocławiu. Zwycięstwo zapewnił sobie poprzez uzyskanie następujących wyników: przysiad –  355 kg, wyciskanie – 212.5 kg; martwy ciąg – 315 kg. Biorąc pod uwagę to, że startował z wagą 71,5 kg, osiągnął wynik 650.67 pkt.
Kilkukrotnie był także laureatem Plebiscytu Sportowego na najlepszego świętokrzyskiego sportowca organizowanego przez Echo Dnia.